# 커이루역
커이루역(科怡路站)은 중국 베이징시 펑타이구 신춘 가도의 남4환 서로·커이로 교차로에 위치한 베이징 지하철 9호선의 지하철역이다. 2011년 12월 31일 9호선 남단 개통과 동시에 개장되었다.

## 위치
이 역은 베이징 시내의 남서부, 남4환 서로(동서 방향)와 커이로(남북 방향)가 만나는 지점의 북쪽에 남북 방향으로 배치해 있다.

## 역 구조
이 역은 섬식 승강장으로 설계되었다. 펑타이 과기원이 인접해 있으며 '환상적인 청자색 계열'로 꾸며져 있다.
| 지면층          | 가도                            | A-D출구                              |
| 지하 1층        | 대합실                          | 고객 센터, 자동매표기, 개집표기      |
| 지하 2층 승강장 | ←                               | ■ 9호선 국가도서관 방면 (펑타이난루) |
| 지하 2층 승강장 | 섬식 승강장, 왼쪽 출입문이 열림 |                                      |
| 지하 2층 승강장 | →                               | ■ 9호선 궈궁좡 방면 (펑타이 과기원)  |

## 출입구
|                         |                |  |  |
| 출구                    | 출구 인근      |  |  |
| 出口 · A                | 커이로(科怡路) |  |  |
| 出口 · B                | 커이로(科怡路) |  |  |
| 出口 · C                | 커이로(科怡路) |  |  |
| 出口 · D                | 커이로(科怡路) |  |  |
| 아이콘 설명: 엘리베이터 |                |  |  |